# Ľubomír Luhový
Ľubomír Luhový (Pozsony, 1967. március 31. –) szlovák válogatott labdarúgó.

## Nemzeti válogatott
A csehszlovák válogatottban, szlovák válogatottban 11 mérkőzést játszott.

## Statisztika
| Csehszlovák válogatott | Csehszlovák válogatott | Csehszlovák válogatott |
| Időszak                | Mérk.                  | gól                    |
| ---------------------- | ---------------------- | ---------------------- |
| 1990                   | 1                      | 0                      |
| 1991                   | 0                      | 0                      |
| 1992                   | 0                      | 0                      |
| 1993                   | 1                      | 0                      |
| Összesen               | 2                      | 0                      |
| Szlovák válogatott     |                        |                        |
| Időszak                | Mérk.                  | gól                    |
| 1995                   | 2                      | 0                      |
| 1996                   | 1                      | 0                      |
| 1997                   | 2                      | 0                      |
| 1998                   | 4                      | 0                      |
| Összesen               | 9                      | 0                      |